# Maylandia mossambicus
Maylandia mossambicus är en fiskart som först beskrevs av Ciccotto, Konings och Stauffer 2011.  Maylandia mossambicus ingår i släktet Maylandia och familjen Cichlidae. Inga underarter finns listade i Catalogue of Life.